# CL-20

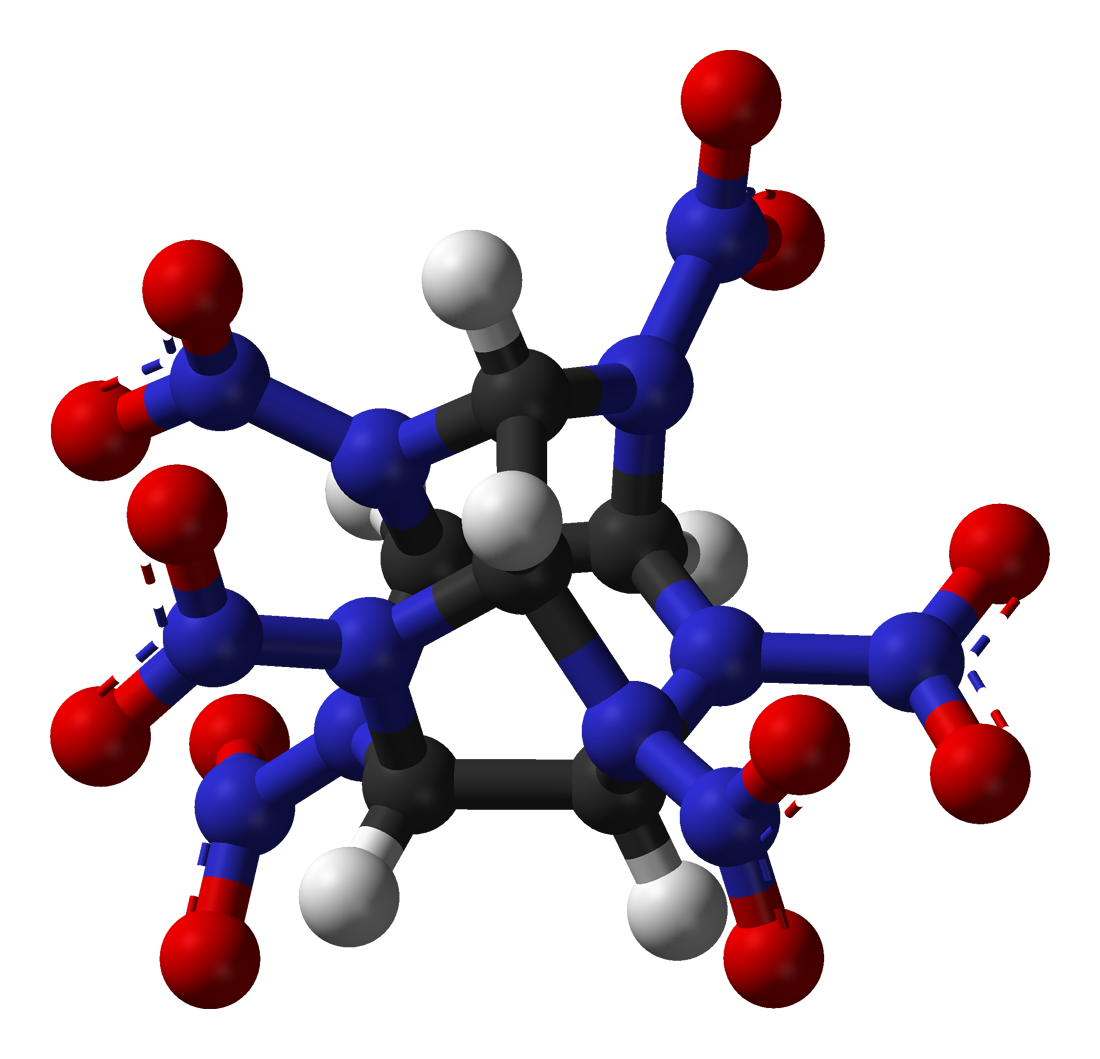
Ball-and-stick model de la molécula HNIW.

CL-20.

El 2,4,6,8,10,12-hexanitro-2,4,6,8,10,12-hexaazaisowurtzitano, también llamado HNIW y CL-20, es un explosivo de nitroamina desarrollado en el establecimiento de investigaciones estadounidense de "China Lake", inicialmente para ser usada en propelentes. Produce un 20% más de energía que los propelentes tradicionales basados en HMX, y es ampliamente superior a los propelentes de alta energía y explosivos convencionales.
La mayor parte del desarrollo del CL-20 ha sido realizado por la Corporación Thiokol, pero la Armada de los Estados Unidos, a través de la Office of Naval Research (Agencia de Investigación Naval), ha estado también interesada en el CL-20 para usarlo en misiles, ya que produce menos humo visible.
El CL-20 no ha sido incluido aún en ningún sistema de producción de armas, pero se está experimentando actualmente pruebas de estabilidad, capacidades de producción y otras características armamentísticas.

## Composición
El CL-20 está formado por la combinación de N, N-dimetilformamima, anhídrido acético, HBIW y ácido nítrico blanco:
- Datos: Q413926
- Multimedia: Hexanitrohexaazaisowurtzitane / Q413926